# Marathon (film, 2005)
Pour les articles homonymes, voir Marathon.
Pour plus de détails, voir Fiche technique et Distribution.
Marathon (말아톤) est un film sud-coréen réalisé par Chung Yoon-chul, sorti en 2005.

## Synopsis
Cho-won est un autiste de vingt ans qui, en grandissant, nourrit une passion pour la course à pied. Encouragé par sa mère, Cho-won commence à participer à des courses au niveau local, en préparation de son « but ultime » : participer à un vrai marathon. Pour l'aider à atteindre ses rêves, la mère de Cho Won lui trouve un entraîneur, Jung-wook, ancien champion de marathon. Cet entraîneur amer pourra-t-il surmonter son scepticisme et donner à Cho-won l'entraînement professionnel dont il a désespérément besoin ?

## Fiche technique
- Titre : Marathon
- Titre original : 말아톤
- Réalisation : Chung Yoon-chul
- Scénario : Chung Yun-chul et Yoon Jin-ho
- Production : Shin Chang-whan
- Musique : Kim Joon-sung
- Photographie : Kwon Hyuk-joon
- Montage : Hahm Sung-won et Nam In-ju
- Société de distribution : Showbox
- Pays d'origine : Corée du Sud
- Langue : coréen
- Format : Couleurs - 2,35:1 - Dolby Digital - 35 mm
- Genre : Drame
- Durée : 75 minutes
- Date de sortie : 27 janvier 2005 (Corée du Sud)

## Distribution
- Cho Seung-woo : Cho Won
- Ahn Nae-sang : Le père de Cho Won
- Kim Mi-sook : La mère de Cho Won
- Lee Gi-Yeong : Jung-wook
- Baek Seong-hyeon : Yun Jung-won

## Récompenses et distinctions
- Prix du meilleur film, meilleur réalisateur débutant, meilleur scénario, meilleure musique et meilleur acteur (Cho Seung-woo), lors des Grand Bell Awards 2005.